# Enrico Caruso
Enrico Caruso, właśc. Errico Caruso (ur. 25 lub 27 lutego 1873 w Neapolu, zm. 2 sierpnia 1921 tamże) – włoski śpiewak. Początkowo tenor liryczny, później tenor dramatyczny. Nazywany „królem tenorów” w pierwszym 20-leciu XX wieku.

## Życiorys
Caruso urodził się 25 lutego 1873 roku w Neapolu, w dzielnicy San Carlo all'Arena z rodzinie o skromnym pochodzeniu. Jego ojciec Marcellino Caruso (1840-1908) był ślusarzem, a matka Anna Baldini (1838-1888) była sprzątaczką.
Obdarzony pięknym głosem śpiewał już w dzieciństwie w kościołach. Studia śpiewu podjął w 1891, zadebiutował w 1894 w Neapolu.
W 1897 został zaangażowany do Teatro Lirico w Mediolanie, śpiewając repertuar werystyczny. Olbrzymi sukces odniósł w 1898 w partii Lorisa podczas prapremiery Fedory Giordana. W latach 1898–1900 śpiewał w Teatrze Maryjskim w Petersburgu. Jego światowa kariera rozpoczęła się w 1902 od występu w Cyganerii Pucciniego w Monte Carlo, później występował w La Scali i Covent Garden. Od 1903 był pierwszym tenorem nowojorskiej Metropolitan Opera, goszcząc w tym czasie również na wielkich scenach europejskich (m.in. Rzym, Mediolan, Londyn, Paryż). W Metropolitan Opera upamiętnił się przede wszystkim jako Radames w Aidzie Verdiego, Książę Mantui w Rigoletto Verdiego, Eleazar w Żydówce J. F. Halévy’ego. W 1901 występował w Operze Warszawskiej. W grudniu 1920 dostał krwotoku podczas występu na scenie Metropolitan Opera; przewieziony do Neapolu, zmarł kilka miesięcy później.
W młodzieńczym okresie głos Caruso odznaczał się lekkością i jasnym brzmieniem; później, po przejściowej niedyspozycji artysty (1908–09), nabrał ciemnej, barytonowej barwy i odtąd śpiewak zrezygnował zupełnie z lirycznego repertuaru. Caruso miał w repertuarze około 70 partii operowych; był pierwszym tenorem, który zaczął nagrywać swe kreacje na płytach gramofonowych.
Przed wybuchem I wojny światowej stał się ofiarą szantażystów spod Czarnej Ręki.
Przyczyną śmierci śpiewaka było zapalenie otrzewnej, powstałe w wyniku pęknięcia ropnia opłucnej. Został pochowany w Neapolu, w prywatnej kaplicy na cmentarzu Santa Maria del Pianto.